# Matt Davis
Matthew Wadsworth Davis (Salt Lake City, Utah, 1978. május 8. –) amerikai színész.

## Élete és pályafutása
Salt Lake Cityben született. A Woods Crossban található Woods Cross High School tanulója volt, majd a Utahi Egyetemen tanult tovább.
Elsőként Warner Huntingtonként, a Reese Witherspoon által alakított címszereplő, Elle Woods barátjaként vált híressé a Doktor Szöszi című 2001-es filmvígjátékban. Más híres filmekben is játszott, ezek közé tartozik a 2002-es Sorsdöntő nyár (Kate Bosworth és Michelle Rodriguez partnereként), a Tigrisek földjén (2000) és a BloodRayne – Az igazság árnyékában (2005).
2006–2007 között az ABC Miért pont Brian? című sorozatában Adam Hillmant formálta meg. A Vámpírnaplók sorozatban Alaric Saltzman középiskolai történelemtanár és vámpírvadász szerepét alakította 2009-től 2012-ig. Saltzmanként a The Originals – A sötétség kora (2017–2018) és a Legacies – A sötétség öröksége (2018–2022) epizódjaiban is feltűnt.

## Filmográfia

### Film
| Év   | Magyar cím                         | Eredeti cím              | Szerep                      | Magyar hang     |
| ---- | ---------------------------------- | ------------------------ | --------------------------- | --------------- |
| 2000 | Tigrisek földjén                   | Tigerland                | Jim Paxton közlegény        | Pálmai Szabolcs |
| 2000 | Rémségek könyve 2. – A végső vágás | Urban Legends: Final Cut | Travis Stark / Trevor Stark | Takátsy Péter   |
| 2001 | Pearl Harbor – Égi háború          | Pearl Harbor             | Joe                         | Simonyi Balázs  |
| 2001 | Doktor Szöszi                      | Legally Blonde           | Warner Huntington III       | Barát Attila    |
| 2002 | Kovbojok és bolondok               | Lone Star State of Mind  | Jimbo                       |                 |
| 2002 | Sorsdöntő nyár                     | Blue Crush               | Matt Tollman                | Bolba Tamás     |
| 2002 | Merülés a félelembe                | Below                    | Odell                       | Juhász Zoltán   |
| 2003 |                                    | Something Better         | Skip                        |                 |
| 2004 |                                    | Seeing Other People      | Donald                      |                 |
| 2004 |                                    | Shadow of Fear           | Harrison French             |                 |
| 2004 | Keresztutak                        | Heights                  | Mark                        |                 |
| 2005 | Szemben a Nappal                   | Into the Sun             | Sean Mack                   | Hevér Gábor     |
| 2005 | BloodRayne – Az igazság árnyékában | BloodRayne               | Sebastian                   | Kossuth Gábor   |
| 2006 | Mentor                             | Mentor                   | Carter                      |                 |
| 2006 | Mindhalálig buli                   | Bottoms Up               | Johnny Cocktail             |                 |
| 2007 |                                    | Wasting Away             | Mike                        |                 |
| 2009 | Az öröm nyomában                   | Finding Bliss            | Jeff Drake                  | Zámbori Soma    |
| 2009 |                                    | S. Darko                 | John Wayne lelkész          |                 |
| 2011 | Az örökkévalóságra várva           | Waiting for Forever      | Aaron                       | Posta Victor    |
| 2024 |                                    | Held Hostage in My House | Matt Reynolds               |                 |

### Televízió
| Év        | Magyar cím                               | Eredeti cím                         | Szerep          | Megjegyzések                                                       |
| --------- | ---------------------------------------- | ----------------------------------- | --------------- | ------------------------------------------------------------------ |
| 2006–2007 | Miért pont Brian?                        | What About Brian                    | Adam Hillman    | - főszereplő (24 epizód) - magyar hangja: - Láng Balázs            |
| 2008      | Esküdt ellenségek: Különleges ügyosztály | Law & Order: Special Victims Unit   | PJ              | 1 epizód                                                           |
| 2009      | Rivaldafény                              | Limelight                           | David           | tévéfilm                                                           |
| 2009      | Célkeresztben                            | In Plain Sight                      | Lewis Folwer    | 1 epizód                                                           |
| 2009–2010 | A hatalom hálójában                      | Damages                             | Josh Reston     | 5 epizód                                                           |
| 2009–2012 | Vámpírnaplók                             | The Vampire Diaries                 | Alaric Saltzman | - főszereplő (1-3., 6-8. évad) - magyar hangja: - Seszták Szabolcs |
| 2013      | A szekta                                 | Cult                                | Jeff Sefton     | - főszereplő - magyar hangja: - Hujber Ferenc                      |
| 2013–2014 | CSI: A helyszínelők                      | CSI: Crime Scene Investigation      | Sean Yeager     | 3 epizód                                                           |
| 2017–2018 | The Originals – A sötétség kora          | The Originals                       | Alaric Saltzman | vendégszereplő (4-5. évad)                                         |
| 2018–2022 | Legacies – A sötétség öröksége           | Legacies                            | Alaric Saltzman | főszereplő                                                         |
| 2019      |                                          | Christmas Wishes & Mistletoe Kisses | Nick Sinclair   | tévéfilm                                                           |